# Carolynne Cunningham
Carolynne Cunningham es una productora y asistente de dirección australiana, conocida por sus colaboraciones con el famoso director Peter Jackson en la producción de películas como King Kong (2005), District 9 (2009), The Lovely Bones (2009) y la fantasía épica de la trilogía de El hobbit. También se desempeñó como ayudante de dirección en películas notables como Shine (1996), Pitch Black (2000), Peter Pan (2003) o The Lovely Bones (2009); y participó en la trilogía de El Señor de los Anillos (2001, 2002 y 2003). 

## Filmografía

### Productora
| Año  | Título                                       | Premios |
| ---- | -------------------------------------------- | --- |
| 2005 | King Kong                                    | Empire Award la mejor película San Diego Film Critics Society Award por la mejor película Nominada — Broadcast Film Critics Association Award la mejor película Nominada — Chicago Film Critics Association Award por la mejor película Nominada — London Film Critics Circle Award por La Película del Año Nominada — MTV Movie Award por la mejor película Nominada — Saturn Award por la mejor película de fantasía |
| 2008 | Crossing the Line                            | Corto |
| 2009 | District 9                                   | Kansas City Film Critics Circle Award por Mejor Ciencia Ficción, Fabtasía o Película de Terror Saturn Award por la Mejor Película Internacional Nominated — Broadcast Film Critics Association Award por la mejor película de acción Nominada — Empire Award por la mejor película Nominada — Empire Award la mejor ciencia ficción/fantasía                                                                           |
| 2009 | The Lovely Bones                             | Nominada — Saturn Award por la mejor película de fantasía |
| 2012 | El hobbit: un viaje inesperado               | |
| 2013 | El hobbit: la desolación de Smaug            | |
| 2014 | El hobbit: la batalla de los Cinco Ejércitos | |

## Premios y distinciones
Premios Óscar
| Año  | Categoría      | Película   | Resultado |
| ---- | -------------- | ---------- | --------- |
| 2010 | Mejor película | District 9 | Nominado  |